# Jamagucsi Cutomu
Jamagucsi Cutomu (Nagaszaki, 1916. március 16. – Nagaszaki, 2010. január 4.) japán mérnök, aki hivatalosan is túlélt két atomtámadást.
1945. augusztus 6-án a Mitsubishi gyár megbízásából üzleti úton tartózkodott Hirosimában. Az Enola Gay által ledobott első atombomba, a Little Boy mindössze 3 kilométerre robbant fel tőle, a támadás során halláskárosodást és súlyos égési sérüléseket szenvedett, miközben épp leszállt egy villamosról.
Ennek ellenére augusztus 8-án hazatért Nagaszakiba, amelyet egy nappal később szintén atomtámadás ért. A Fat Man robbanásától nem szerzett további sérüléseket, de később akut leukémiával és egyéb, a sugárzással összefüggésbe hozható betegségekkel kezelték.
Nyilvánosság elé akkor állt történetével, mikor fia 59 évesen rákbetegségben elhunyt. 2006-ban feltűnt a Nidzsu Hibaku (Kettős sugárzás) című dokumentumfilmben, amelyben hibakusákat, vagyis az atomtámadások túlélőit szólaltatták meg. Japánban számos túlélő (a becslések szerint 160-170) akad, aki elmondása szerint mindkét bombázást közvetlenül átélte, de eddig csak Jamagucsinál ismerték ezt el hivatalosan, csak neki állítottak ki róla hatósági igazolást.
Az ENSZ New York-i székházában a jelenlétében mutatták be a filmet. „Kétszer találkoztam az atombombával, és kétszer éltem túl. A sorsom az, hogy beszéljek róla" – nyilatkozta egy alkalommal.
Több alkalommal szót emelt az atomfegyverkezéssel kapcsolatban: például beszédet mondott Nagaszakiban, számos interjút adott, és Barack Obama amerikai elnöknek is írt egy levelet, reagálva a politikus Prágában, a nukleáris fegyverek ellen mondott beszédére.
2009 decemberében még fogadta James Cameron filmrendezőt, hogy segítse a The Last Train from Hiroshima: The Survivors Look Back (Utolsó vonat Hirosimából: Túlélők visszaemlékezései) című könyv megírását. Cameron tervezi egy dokumentumfilm forgatását is a könyv alapján.
Gyomorrákban szenvedett, elhunyta előtt kórházban ápolták. Szűk körben temették el.